# Euro 7
Euro 7 è un insieme di standard europei sulle emissioni inquinanti che, dal 2025, sostituirà sia lo standard Euro 6 (per veicoli leggeri: automobili e furgoni) che quello Euro VI (per i veicoli pesanti: autobus e camion).

## Descrizione
La Commissione europea ha presentato il 10 novembre 2022 la proposta ufficiale per il nuovo standard sulle emissioni inquinanti Euro 7, andando a concretizzare le intenzioni espresse due settimane prima nella relazione per migliorare gli standard della qualità dell'aria, per eliminare del tutto l'emissione di CO2 da veicoli leggeri dal 2035 e per rendere l'intera Europa climaticamente neutrale per il 2050. La proposta della Commissione andrà successivamente approvata dal Parlamento europeo e dal Consiglio europeo.
Le principali caratteristiche proposte sono le seguenti:
- Data di introduzione: dal 1º luglio 2025 (per veicoli leggeri), dal 1º luglio 2027 (per veicoli pesanti);
- Tipi di motore: tutti (benzina, diesel, elettrico, fuel cell, combustibili alternativi);
- Tipi di emissioni interessate: tutte quelle di Euro 6/VI (NOx, CO, particolato, idrocarburi, metano, ammoniaca, etc.);
- Obiettivi per il 2035 rispetto a Euro 6/VI: riduzione NOx del 35% / 56%, riduzione particolato da tubo del 13% / 39%, riduzione particolato dai freni del 27% (anche per le auto elettriche).

Le prime reazioni dal settore sono state contrastanti: a essere criticati sono sia gli obiettivi prefissati (giudicati poco o troppo ambiziosi), sia l'aumento del costo dei veicoli per il pubblico che le limitazioni introdotte anche per le auto elettriche.
A metà marzo 2023 diversi paesi dell'Unione Europea (Repubblica Ceca, Italia, Polonia, Bulgaria, Ungheria, Romania, Slovacchia e Portogallo; in parte anche la Germania) si sono incontrati e hanno deciso di opporsi alla proposta di Euro 7 formulata dalla Commissione. La Commissione ha ribadito come le industrie interessate si siano già molto avvicinate agli standard Euro 7 da sole. Questioni sono sorte anche riguardo agli elettrocombustibili da parte della Germania, che ha chiesto che la vendita di nuove autovetture a combustibili sintetici non venga bloccata.